# WWE 2K25
WWE 2K25 es un videojuego de deportes de lucha libre profesional desarrollado por Visual Concepts y publicado por 2K. Es la vigésimo quinta entrega de la serie de videojuegos basada en WWE, el undécimo juego bajo la bandera de WWE 2K y el sucesor de WWE 2K24. Sus ediciones especiales "Bloodline" y "Deadman" se lanzaron el 7 de marzo de 2025, y su edición estándar y edición de lujo se lanzaron el 14 de marzo para PlayStation 4, PlayStation 5, Xbox One, Xbox Series X/S y Microsoft Windows.

## Desarrollo
En el estreno de Monday Night Raw en Netflix el 6 de enero, durante un segmento con Roman Reigns y Paul Heyman, WWE 2K25 fue objeto de burlas después de que Reigns le contara a Heyman sus planes de tener una plataforma masiva para "reconocer" al mundo entero como el "Jefe Tribal", luego de su victoria sobre Solo Sikoa en un combate de Tribal Combat. el 27 de enero. En esa fecha antes mencionada, en un episodio de Raw, Heyman reveló que Reigns sería la estrella de portada de WWE 2K25. 2K lanzó un tráiler al día siguiente que mostraba la jugabilidad, las portadas de los juegos de edición especial y las próximas fechas para los pedidos anticipados.
El 6 de febrero, IGN lanzó el primer tráiler completo del juego.

## Recepción
WWE 2K25 recibió "críticas generalmente favorables", según el agregador de reseñas Metacritic.

## Roster
En negrita se resaltan a los luchadores y luchadoras que debutan o aquellos que no estuvieron en la entrega pasada.
| - Raw 1. Akam 2. Akira Tozawa 3. Alba Fyre 4. Alexa Bliss 5. Asuka (luchadora) 6. Austin Theory 7. Bayley 8. Becky Lynch 9. Braun Strowman 10. Bron Breaker 11. Bronson Reed 12. Brutus Creed 13. Carlito 14. Chad Gable 15. CM Punk 16. Cruz Del Toro 17. Dakota Kai 18. "Dirty" Dominik Mysterio 19. Dragon Lee 20. Drew McIntyre 21. Erik 22. Finn Balor 23. Grayson Waller 24. Gunther 25. Ilja Dragunov 26. Isla Dawn 27. Ivar 28. Ivy Nile 29. IYO Sky 30. JD McDonagh 31. Jey Uso 32. Joaquin Wilde 33. Julius Creed 34. Kairi Sane 35. Karrion Kross 36. Katana Chance 37. Kayden Carter 38. Kiana James 39. Kofi Kingston 40. Liv Morgan 41. Logan Paul 42. Ludwig Kaiser 43. Lyra Valkyria 44. Maxxine Dupri 45. MVP 46. Natalya 47. Nikki Cross 48. Omos 49. Otis 50. Pete Dunne 51. Raquel Rodríguez 52. Rey Mysterio 53. Rezar 54. Rhea Ripley 55. Sami Zayn 56. Scarlett 57. Seth 'Freakin' Rollins 58. Shayna Baszler 59. Sheamus 60. Sonya Deville 61. Tyler Bate 62. Xavier Woods 63. Zoey Stark | - SmackDown 1. AJ Styles 2. Andrade 3. Angel Garza 4. Angelo Dawkins 5. Apollo Crews 6. Ashante "Thee" Adonis 7. B-Fab 8. Berto 9. Bianca Belair 10. Blair Davenport 11. Candice LeRae 12. Carmelo Hayes 13. Cedric Alexander 14. Charlotte Flair 15. Chelsea Green 16. Cody Rhodes 17. Damian Priest 18. Dexter Lumis 19. Elektra Lopez 20. Elton Prince 21. Giovanni Vinci 22. Indi Hartwell 23. Jacob Fatu 24. Jade Cargill 25. Jimmy Uso 26. Johnny Gargano 27. Karl Anderson 28. Kevin Owens 29. Kit Wilson 30. LA Knight 31. Luke Gallows 32. Michin 33. The Miz 34. Montez Ford 35. Naomi 36. Nia Jax 37. Piper Niven 38. R-Truth 39. Randy Orton 40. Roman Reigns 41. Santos Escobar 42. Shinsuke Nakamura 43. Solo Sikoa 44. Tama Tonga 45. Tegan Nox 46. Tiffany Stratton 47. Tommaso Ciampa 48. Tonga Loa 49. Zelina Vega | - NXT 1. Andre Chase 2. Axiom 3. Brooks Jensen 4. Channing "Stacks" Lorenzo 5. Cora Jade 6. Damon Kemp 7. Dijak 8. Duke Hudson 9. Fallon Henley 10. Gigi Dolin 11. Jacy Jayne 12. Joe Coffey 13. Joe Gacy 14. Josh Briggs 15. Mark Coffey 16. Nathan Frazer 17. Nikkita Lyons 18. Noam Dar 19. Roxanne Perez 20. Scrypts 21. Ridge Holland 22. Thea Hail 23. Tony D'Angelo 24. Trick Williams 25. Wendy Choo 26. Wes Lee 27. Wolfgang | - Leyendas y Alumni 1. André The Giant 2. Baron Corbin 3. Batista 4. Beth Phoenix 5. Big E 6. Big Boss Man 7. Boogeyman 8. Booker T 9. Bray Wyatt 10. Bret "The Hitman" Hart 11. British Bulldog 12. Bruno Sammartino 13. Bubba Ray Dudley4 14. Chyna 15. D-Von Dudley4 16. Diamond Dallas Page9 17. Doink 18. Dusty Rhodes1 19. Eddie Guerrero 20. Eric Bischoff 21. Eve Torres 22. Faarooq 23. George "The Animal" Steele 24. 'The Great Muta9' 25. Harley Race 26. Honky Tonk Man5 27. Hulk Hogan 28. The Hurricane 29. The Iron Sheik9 30. Jake “The Snake” Roberts 31. JBL 32. Jerry “The King” Lawler 33. Jim “The Anvil” Neidhart 34. Jimmy Hart5 35. John Cena 36. Kane 37. Ken Shamrock 38. Kevin Nash 39. Kurt Angle 40. Lex Luger9 41. Lita 42. Maryse 43. Michelle McCool7 44. Mick Foley 45. Molly Holly 46. Mosh4 47. Mr.Perfect9 48. Muhammad Ali 49. Pat McAffee 50. Randy Savage 51. "Ravishing" Rick Rude 52. Rick Steiner 53. Ricky Steamboat 54. Rikishi 55. Rob Van Dam 56. [[Robert Roode] 57. The Rock 58. Roddy Piper 59. Ronda Rousey 60. Sandman4 61. Scott Hall 62. Scott Steiner 63. Sensational Sherri5 64. Shane McMahon 65. Shawn Michaels 66. Stacy Keibler 67. Stephanie McMahon 68. "Stone Cold" Steve Austin 69. "Superstar" Billy Graham1 70. Tamina 71. Ted DiBiase 72. Terry Funk4 73. Thrasher5 74. Triple H 75. Trish Stratus 76. Tyler Breeze 77. The Ultimate Warrior 78. Umaga 79. Uncle Howdy 80. The Undertaker 81. Vader 82. Valhalla 83. X-Pac 84. Yokozuna - "DLC" CM Punk 1. Dragon Lee7 Jade Cargill Nia Jax | - Versiones Alternativas 1. Asuka (64 Bits)10 2. Batista '08 3. Becky Lynch '1810 4. Becky Lynch '19 5. Bianca Belair '172 6. Bianca Belair (64 Bits)10 7. "Big Poppa Pump" Scott Steiner10 8. Booker T '01 10 9. Bray Wyatt '20 10. Bray Wyatt '20 (nWo) 11. Bray Wyatt '20 (SNME) 12. Bret Hart '92 13. Cactus Jack 14. Chad Gable '1610 15. Charlotte Flair '173 16. Charlotte Flair '19 17. CM Punk '1010 18. CM Punk '10 (Masked)10 19. CM Punk (Piper)10 20. CM Punk (S.E.S)10 21. Curt Hennig (Wolfpac)10 22. Diesel 23. Dominik Mysterio (Masked)10 24. Dude Love 25. Eddie Guerrero '97 26. "Elite" Bray Wyatt8 27. "Elite" Cody Rhodes1 28. "Elite" Hulk Hogan10 29. "Elite" John Cena11 30. "Elite" The Rock11 31. "The Fiend" Bray Wyatt '238 32. Hollywood Hogan 33. Hollywood Hogan (Wolfpac)10 34. Hulk Hogan '02 35. Jean Paul Levesque 10 36. "Ichiban" Hulk Hogan11 37. John Cena '20 38. John Cena '20 (2002) 39. John Cena '20 (DOC) 40. John Cena '20 (nWo) 41. John Cena '20 (SNME) 42. John Cena '20 (WM30) 43. John Cena "The Prototype"10 44. Juan Cena 45. Kane '08 46. Kevin Owens (Stone Cold)10 47. King Booker10 48. Lex Luger (Wolfpac)10 49. "Macho King" Randy Savage3 50. "Macho Man" Randy Savage (SlimJim)10 51. "Macho Man" Randy Savage (Wolfpac)10 52. Mankind 53. Michin (64 Bits)10 54. Mighty Molly 55. Randy Orton '02 56. Randy Orton '0910 57. Randy Orton '15 58. Raquel Rodríguez (64 Bits) 59. Razor Ramon 60. Rey Mysterio '063 61. Rey Mysterio Jr. 62. Rhea Ripley '172 63. Rhea Ripley '203 64. Rhea Ripley '23 (Crown jewel)10 65. Rhea Ripley (HHH)10 66. The Rock '01 67. The Rock '2410 68. Roman Reigns '15 69. Roman Reigns '2410 70. Roman Reigns (64 Bits)10 71. Scott Steiner (Wolfpac)10 72. Seth Rollins '1410 73. Seth Rollins '15 74. Shawn Michaels '05 75. Shawn Michaels '09 76. Shawn Michaels '94 77. Sheamus '0910 78. Stardust1 79. "Stone Cold" Steve Austin '01 80. "Stone Cold" Steve Austin '97 81. Syxx 82. Trick Williams '2210 83. Triple H '08 84. Triple H '143 85. Triple H (King of Kings)10 86. "Undashing" Cody Rhodes 87. Uncle Howdy '248 88. The Undertaker '03 89. The Undertaker '09 90. The Undertaker '14 91. The Undertaker '2010 92. The Undertaker '98 93. Xavier Woods (64 Bits)10 94. Zero10 |

| - Agentes Libres e Invitados 1. AJ Hawk6 2. Brock Lesnar12 3. Boston Connor6 4. Darius Butler6 5. Mr. McMahon12 6. Post Malone5 7. Ty Schmit6 | - Managers 1. Adam Pearce 2. B-Fab 3. Bobby “The Brain” Heenan 4. Cathy Kelley 5. Jimmy Hart5 6. Mick Foley 7. Miss Elizabeth 8. Paul Bearer 9. Paul Heyman |

1DLC: Nightmare Family Pack/Pre-Order.
2DLC: Edición Deluxe.
3DLC: Edicion 40 Years of Wrestlemania.
4DLC: ECW Punk Pack.
5DLC: Post Malone and Friends Pack.
6DLC: The Pat McAfee Show Pack.
7DLC: Global Superstars Pack.
8DLC: Edicion Bray Wyatt
9DLC: WCW Pack
10Disponible a traves de MyFaction
11Obtenible con Codigo
12Solo en el modo Showcase

### Arenas
Estás son las arenas disponibles en juego. 
- Arenas principales
  - Raw (2024)
  - SmackDown (2024)
  - NXT (2024)
  - NXT 2.0 (2022)
  - NXT: The Great American Bash (2024)
  - NXT New Year's Evil (2023)
  - NXT Stand & Deliver (2023)
  - NXT Vengeance Day (2023)
  - NXT Roadblock (2023)
  - NXT Spring Breakin' (2023)
  - NXT Battleground (2024)
  - NXT Gold Rush
  - NXT Heatwave (2024)
  - NXT No Mercy (2024)
  - NXT Halloween Havoc (2024)
  - Queen's Crown
  - Royal Rumble (2024)
  - Elimination Chamber (2024)
  - Wrestlemania III
  - WrestleMania V
  - WrestleMania VI
  - WrestleMania VIII
  - WrestleMania X
  - WrestleMania 13
  - WrestleMania X-Seven
  - WrestleMania XX
  - WrestleMania 21
  - WrestleMania XXV
  - WrestleMania XXX
  - WrestleMania 31
  - WrestleMania 35
  - WrestleMania 36
  - WrestleMania 38
  - WrestleMania 39
  - WrestleMania 40
  - WrestleMania XL
  - Hell in a Cell (2023)
  - Clash at the Castle (2023)
  - SummerSlam (2023)
  - WWE Night of Champions (2024)
  - Extreme Rules (2024)
  - WWE Money in the Bank
  - WWE Payback
  - WWE Fastlane
  - Survivor Series (2024)
- Otras arenas
  - Raw (2002)
  - SmackDown! (2002)
  - WCW Halloween Havoc (1997)
  - WCW Nitro (1998)
  - WWE Main Event (2023)
  - WWF SummerSlam (1988)
  - WWE Mixed Match Challenge
  - ECW One Night Stand (2006)
  - WWE King of the Ring (2021)
  - WCW Fall Brawl (1994)
  - Arena Estatal
  - BCW
  - Club U.K
  - Down-Up Down-Up Arena
  - Japan Dome
  - Japan Hall
  - Joshi Japan
  - LAW
  - México Plaza
  - Motion Capture Video
  - Performance Center
  - SummerSlam - MyRise
  - TBD Arena
  - WrestleMania - MyRise
  - WWE Live Event Arena (House Show)

## Campeones
| Campeonato                        | Campeón                                   | Marca     |
| --------------------------------- | ----------------------------------------- | --------- |
| Undisputed WWE Championship       | Cody Rhodes                               | Smackdown |
| WWE Women's Championship          | Iyo Sky                                   | Smackdown |
| World Heavyweight Championship    | Gunther                                   | RAW       |
| Women's World Championship        | Liv Morgan                                | RAW       |
| WWE United States Championship    | LA Knight                                 | SmackDown |
| WWE Intercontinental Championship | Gunther                                   | RAW       |
| WWE SmackDown Tag Team Champions  | Damian Priest & Finn Balor                | SmackDown |
| WWE Raw Tag Team Champions        | Damian Priest & Finn Balor                | RAW       |
| WWE Women's Tag Team Champions    | Katana Chance & Kayden Carter             | RAW       |
| NXT Champion                      | Ilja Dragunov                             | NXT       |
| NXT Women's Champion              | Vacante                                   | NXT       |
| NXT North American Champion       | "Dirty" Dominik Mysterio                  | NXT       |
| NXT Tag Team Champions            | Tony D'Angelo & Channing "Stacks" Lorenzo | NXT       |